# 海南光叶藤蕨
海南光叶藤蕨（学名：Stenochlaena hainanensis）为光叶藤蕨科光叶藤蕨属下的一个种。其种加词“hainanensis”意为“海南的”。
现接受名为光叶藤蕨（Stenochlaena palustris (Burm.fil.) Bedd., 1876）。